# Titus Rubrius Aelius Nepos

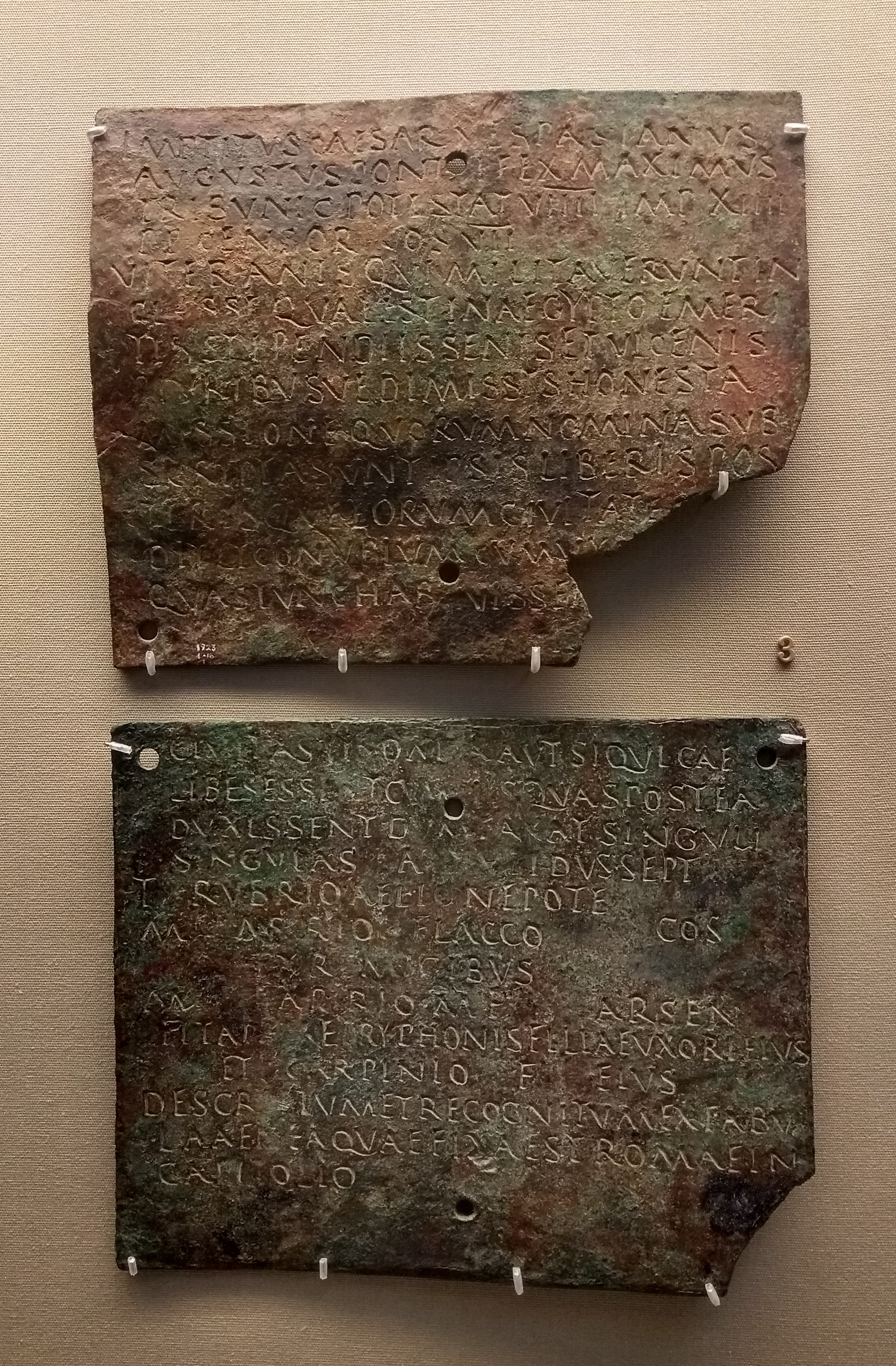
Das Militärdiplom

Titus Rubrius Aelius Nepos war ein im 1. Jahrhundert n. Chr. lebender römischer Politiker.
Durch Militärdiplome, die auf den 8. September 79 datiert sind, ist belegt, dass Aelius Nepos 79 zusammen mit Marcus Arrius Flaccus Suffektkonsul war.